# The Blacklist
The Blacklist er en amerikansk action og krimi tv-serie, der havde premiere på NBC den 23. september, 2013. Serien følger Raymond "Red" Reddington (James Spader), en tidligere marinesoldat, senere kriminel og nr. 1 på FBI's "most-wanted-list", der i episode 1 ("Pilot") overgiver sig på FBI's hovedkvarter efter at have undgået at blive fanget i mere end 20 år. Trods risikoen for dødsstraf, forsøger han at indgå en immunitetsaftale med FBI, da han på sin Blacklist har en lang række navne på farlige kriminelle som ingen nogensinde har hørt om. Reddington har dog en særlig regel, hvis han skal hjælpe FBI: han arbejder kun med Elizabeth Keen (Megan Boone), en gift kvinde som ingen indenfor FBI kender, men som senere bliver ansat, hvilket bliver starten på en hæsblæsende rejse, der ikke blot indeholder blodige og ubehagelige oplevelser, men som også bliver en følelsesmæssig og frusterende jagt efter svar på hendes fortid.
Serien er skrevet af Jon Bokenkamp og består af 196 afsnit fordelt på ni sæsoner. Udover James Spader og Megan Boone, spiller skuespillere som Diego Klattenhoff, Harry Lennix, Amir Arison og Ryan Eggold også en væsentlig rolle for seriens handling.
I februar 2022 offentliggjorde NBC, at en tiende sæson er på vej.

## Medvirkende
- James Spader som Raymond "Red" Reddington: kriminel på FBI's "most-wanted-list", men senere en fortrolig meddeler. Rygtet siger, at "Red" er Elizabeth Keen's biologiske far, men i løbet af sæson fem og seks bliver det afsløret, at han er en svindler, der har påtaget sig den rigtige Raymond Reddington's identitet efter selv at have slået ham ihjel[3]. James Spader har modtaget stor ros for sin rolle og har sidenhen været nomineret til en lang række priser.
- Megan Boone som Elizabeth Keen: født under navnet Masha Rostova, er en profileringsekspert for FBI, der desperat søger efter spørgsmål om sin fortid. Med tvivl om hvorvidt Raymond Reddington er hendes rigtige far, opstår der adskillige konflikter mellem de to, herunder specielt da Keen finder ud af, at Katarina Rostova, hendes biologiske mor og forhenværende russisk spion, er i live, efter at have fået at vide, at hun var død. Da Rostova i sæson syv opsøger Keen, står sidstnævnte med et enormt dilemma, da hun er nødsaget til at vælge mellem Reddington, en mand som hun er begyndt at holde af, men som har bragt hendes liv i en vanskelig situation, eller hendes biologiske mor, en efterfulgt russisk spion, der har forladt hende som helt lille pige[4].
- Diego Klattenhoff som Donald Ressler: special FBI-agent, der spiller en væsentlig rolle for seriens forløb. Ressler's fortid sætter ham nogle gange i vanskelige situationer, men som en dygtig agent er han højt respekteret indenfor FBI[5].
- Ryan Eggold som Tom Keen: født under navnet Christopher Hargrave, spiller en mystisk rolle som Elizabeth Keen's mand. Keen har mange kontroverser med Raymond Reddington, og grundet sin kontroversielle identitet dør han i sæson fem[6].
- Harry Lennix som Harold Cooper: som assisterende direktør i FBI, leder Cooper en hemmelig gruppe, der modtager information fra Raymond Reddington[7].
- Amir Arison som Aram Mojtabai: agent Mojtabai er IT-ekspert og en vigtig del af Cooper's gruppe. Mojtabai forelsker sig i Samar Navabi og er dybt ulykkelig da hun må forlade ham og gruppen grundet en fortid i Mossad. Mojtabai spiller birolle i sæson et, men fra sæson to og frem er han med i næsten alle afsnit[8].
- Mozhan Marnò som Samar Navabi: en Mossad-agent, som spiller en vigtig rolle i sæson to til seks, indtil hun må forlade sin forlovede og gruppen grundet kontroverser med Mossad[9].
- Hisham Tawfiq som Dembe Zuma: Reddington's livvagt og fortrolige ven[10].

## Afsnit
| Sæson | Afsnit | Oprindelig sendedato | Oprindelig sendedato |
| Sæson | Afsnit | Først sendt          | Sidst sendt          |
| ----- | ------ | -------------------- | -------------------- |
| 1     | 22     | September, 2013      | Maj, 2014            |
| 2     | 22     | September, 2014      | Maj, 2015            |
| 3     | 23     | Oktober, 2015        | Maj, 2016            |
| 4     | 22     | September, 2016      | Maj, 2017            |
| 5     | 22     | September, 2017      | Maj, 2018            |
| 6     | 22     | Januar, 2019         | Maj, 2019            |
| 7     | 19     | Oktober, 2019        | Maj, 2020            |
| 8     | 22     | November, 2020       | Juni, 2021           |
| 9     | 22     | Oktober, 2021        | Maj, 2022            |